# 망설임
〈망설임〉(일본어: とまどい 토마도이[*]))은 일본의 여가수 나카모리 아키나(中森明菜)의 37번째 싱글로 1998년 9월 23일에 발매하였다. (8cmCD: GRDO-14) 작사는 모리 히로미(森浩美)가, 작곡은 juni가, 편곡은 아카시 마사오(明石昌夫, 필명 Max Brightstone)가 담당하였고 가우스 엔터테인먼트의 인디 레이블인 THIS ONE에서 출시되었다. B사이드 곡은 〈Good-bye My Tears〉로 작사는 역시 호카리 노부코(帆苅伸子)가, 작곡은 한노 리카(半野りか)가, 편곡은 역시 아카시 마사오가 도맡았다.
오리콘 주간 싱글 차트 40위로 처음 등장하여 차트 톱100을 총 2주간 지켰다.

## 수록곡
| #            | 제목                                    | 작사          | 작곡         | 편곡            | 재생 시간 |
| ------------ | --------------------------------------- | ------------- | ------------ | --------------- | --------- |
| 1.           | 〈〈망설임〉(とまどい)〉                | 모리 히로미   | juni         | Max Brightstone | 3:59      |
| 2.           | 〈〈Good-bye My Tears〉〉               | 호카리 노부코 | 한노 리카    | Max Brightstone | 4:25      |
| 3.           | 〈〈망설임〉(とまどい (Instrumental))〉 |               |              |                 | 3:59      |
| 총 재생 시간 | 총 재생 시간                            | 총 재생 시간  | 총 재생 시간 | 총 재생 시간    | 12:31     |